# Dumbleyung Shire
Dumbleyung Shire är en kommun i Australien. Den ligger i delstaten Western Australia, omkring 240 kilometer sydost om delstatshuvudstaden Perth. Antalet invånare var 671 vid folkräkningen 2016. Arean är 2 553 kvadratkilometer.
I Dumbleyung Shire finns samhällena Dumbleyung och Kukerin.